# Écriture kayah li
L’écriture kayah li, ou kayah li, est une écriture créé par le chef Htae Bu Phae en 1962 pour l’écriture du kayah occidental et par la suite adoptée pour l’écriture du kayah oriental.

## Sources
- (en) Michael Everson, Proposal for encoding the Kayah Li script in the BMP of the UCS (no N3038R, L2/06-073R), 9 mars 2006 (lire en ligne)
- (en) H. Anne Helgerson et Khu Hte Reh, Kayah Li (Western Red Karen) language lessons, 2009 (1re éd. 1998) (lire en ligne)